# Hős utcai lakótelep
A Hős utcai lakótelep egy rossz hírű épületegyüttes Budapest X. kerületében. Nem azonos a szintén a Hős utcában fekvő (Hős u. 2–4.), 1920-as években épült Juranics-teleppel.

## Története
A Hős utcai lakótelep kettő, összesen 317 lakásos tömbje, a Hős u. 15/a és a 15/b, a hasonló státuszú és sorsú Illatos úti Dzsumbujjal azonos időben, 1937-ben épült (tervezője nem ismert) kifejezetten a szociálisan rászorulók számára. Egy ideig szegényeket segítő irgalmas nővérek (apácák) is laktak benne; őket az 1950-es években, Rákosi Mátyás uralma idején telepítették ki.
A telep rossz híre a magyarországi rendszerváltás után kezdett elterjedni, mert felújítása teljesen elmaradt, a lakások egyik fele önkormányzati tulajdonba került, többnek bizonytalanná vált a státusza. A munkanélküliség és az elköltözések következtében fokozódott a nyomor. A tömbök idővel lényegében élhetetlenné váltak. Komoly mértéket öltött a bűnözés, a prostitúció, a kábítószer-használat. A szegregátum problémáival a helyi önkormányzat a lakók fokozatos (hosszú éveken át elhúzódó) kivásárlásával próbált segíteni. Ugyanakkor sem ez, sem a rendőrség bevonása nem szüntette meg a folyamatosan súlyosbodó, összetett és rosszul kezelt szociális krízist. Ez azért is érdekes, mert a telepet erőszakszervezetek által használt létesítmények (a Készenléti Rendőrség Kerepesi úti lőtere, a Terrorelhárítási Központ, a jövő katonáit képző Nemzeti Közszolgálati Egyetem) veszik körül.
A 2020-as évekre a lakók nagy részét sikerült kifizetni, áttelepíteni más vidékekre, de még 2022-ben is előfordult gyilkosság a telepen. (Egy évtizedek óta a telepen élő 67 éves asszonyt késeltek halálra 430 000 forintért, majd lakását felgyújtották, balesetnek álcázandó az idős nő halálát.)
2024. januári hírek szerint a telep elbontásra fog kerülni; helyére a Terrorelhárítási Központ új műveleti központja épül majd fel. A bontási munkálatok 2024. novemberében kezdődtek el.

## Képtár

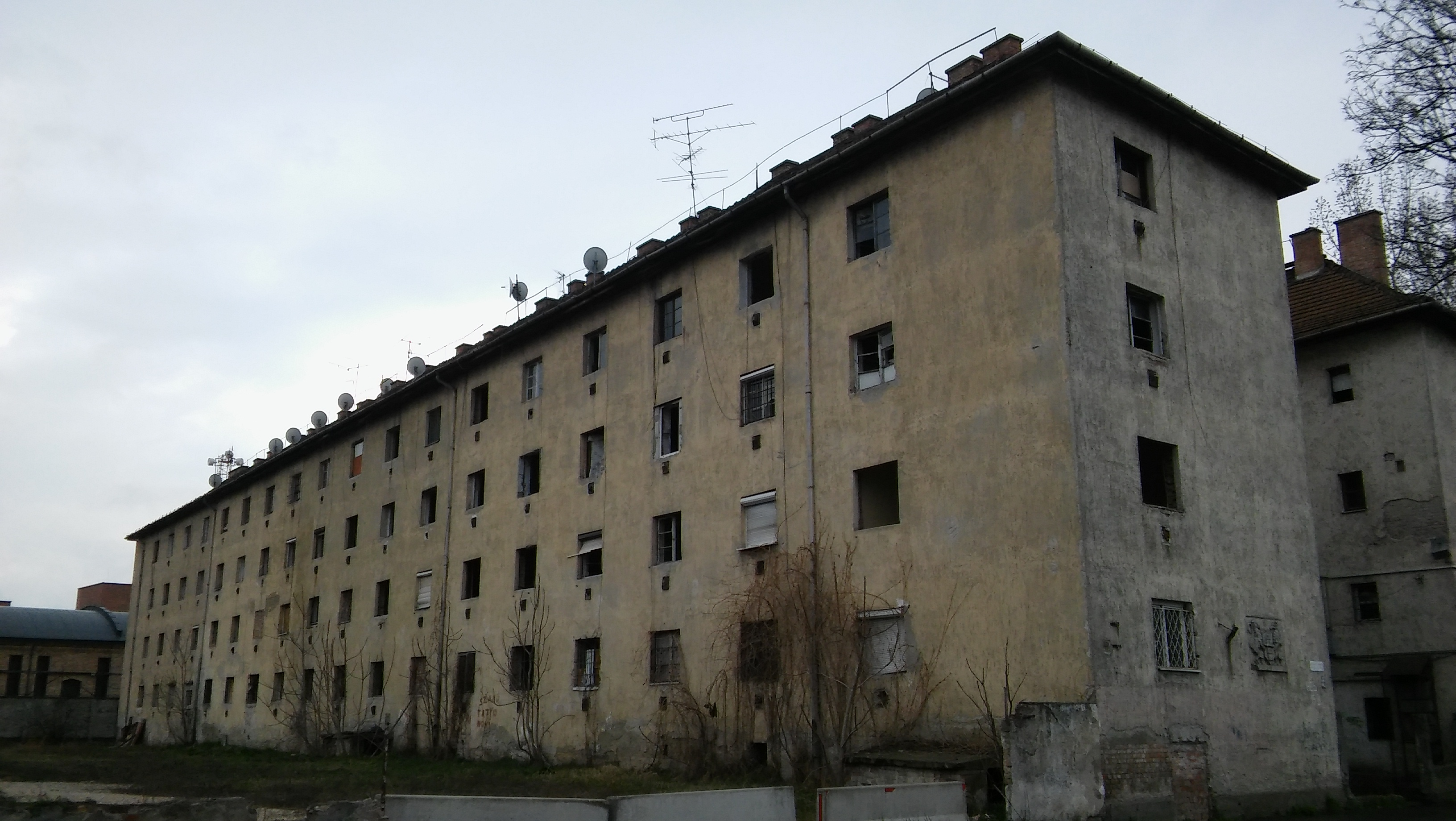
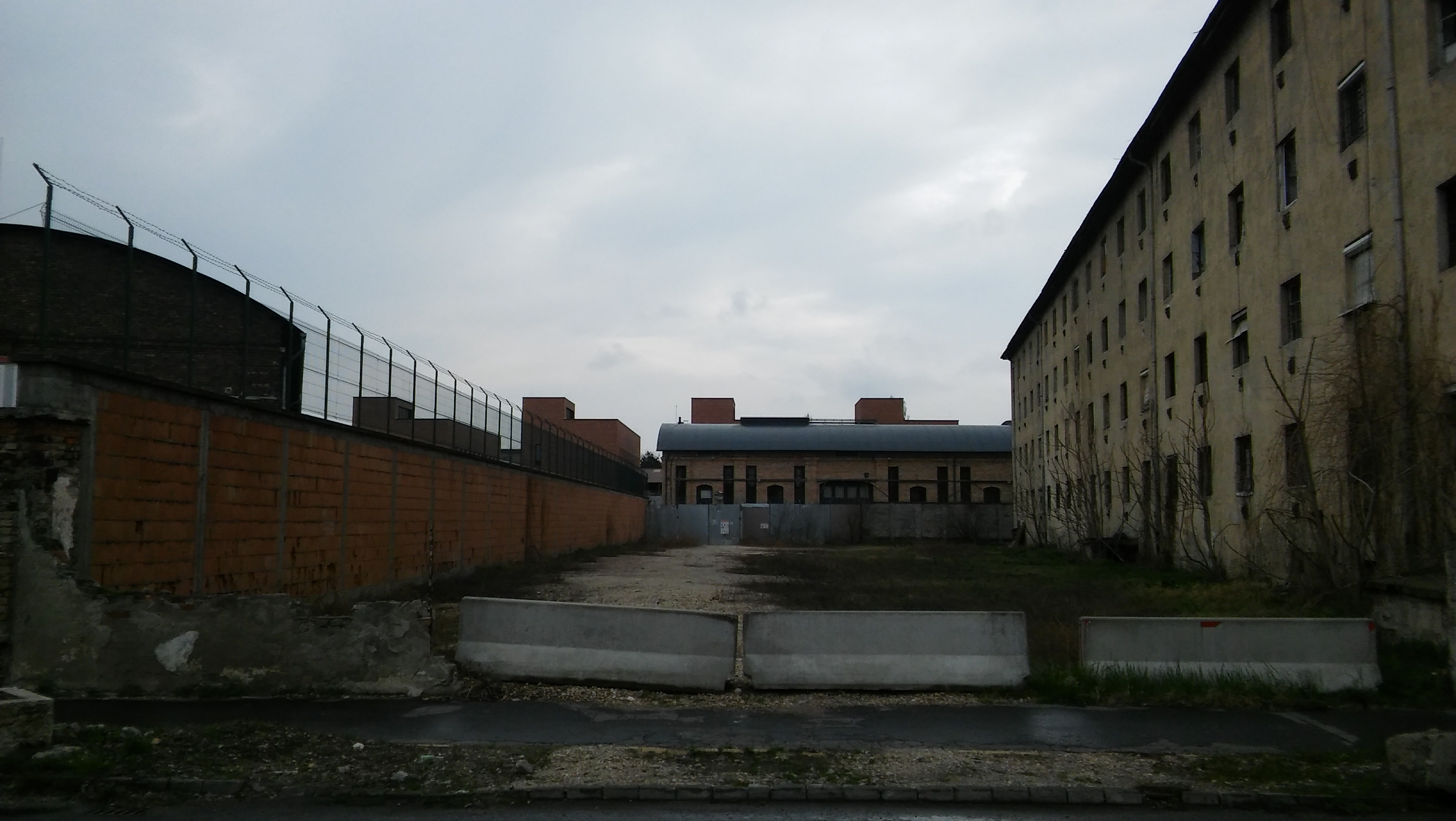
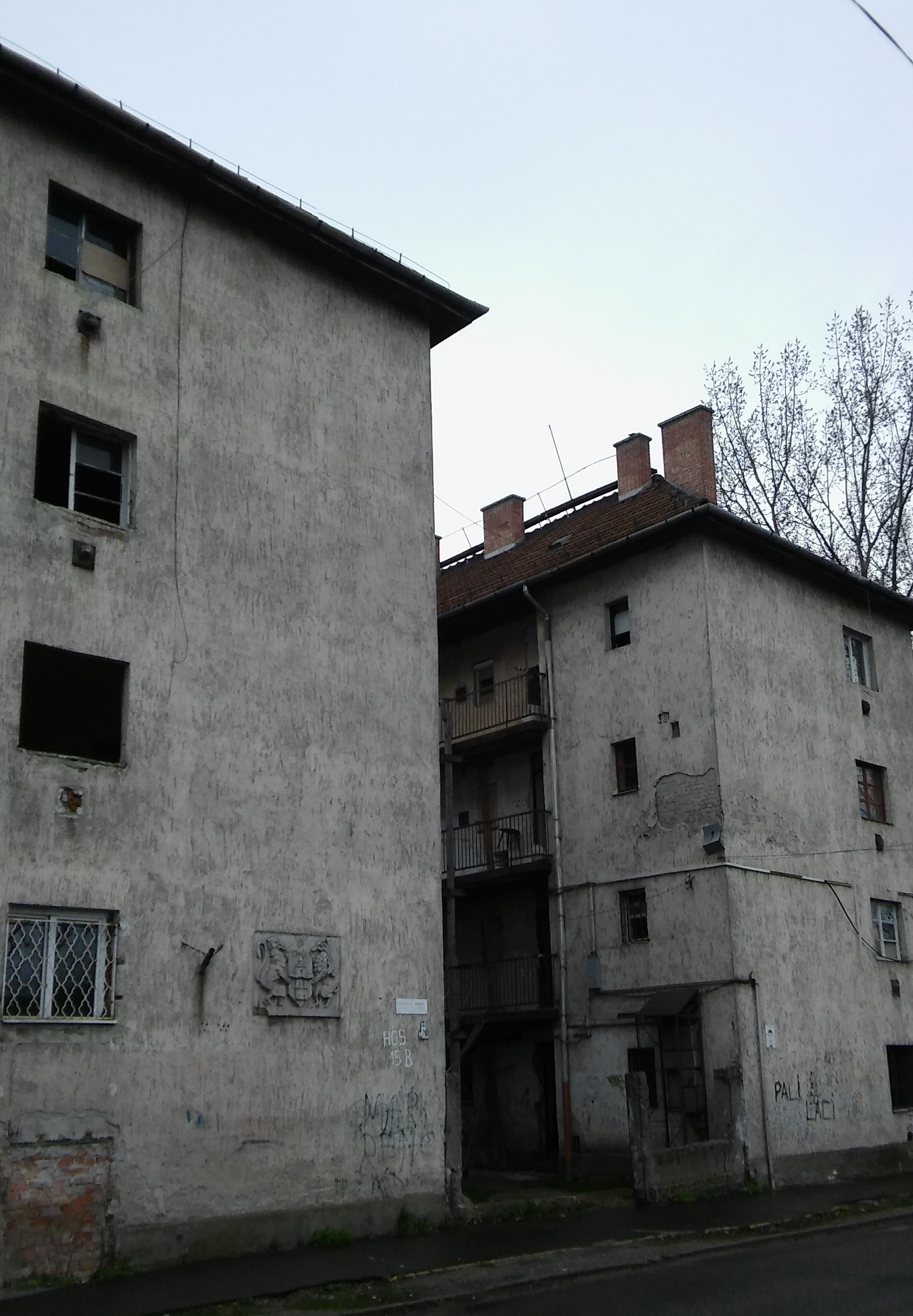
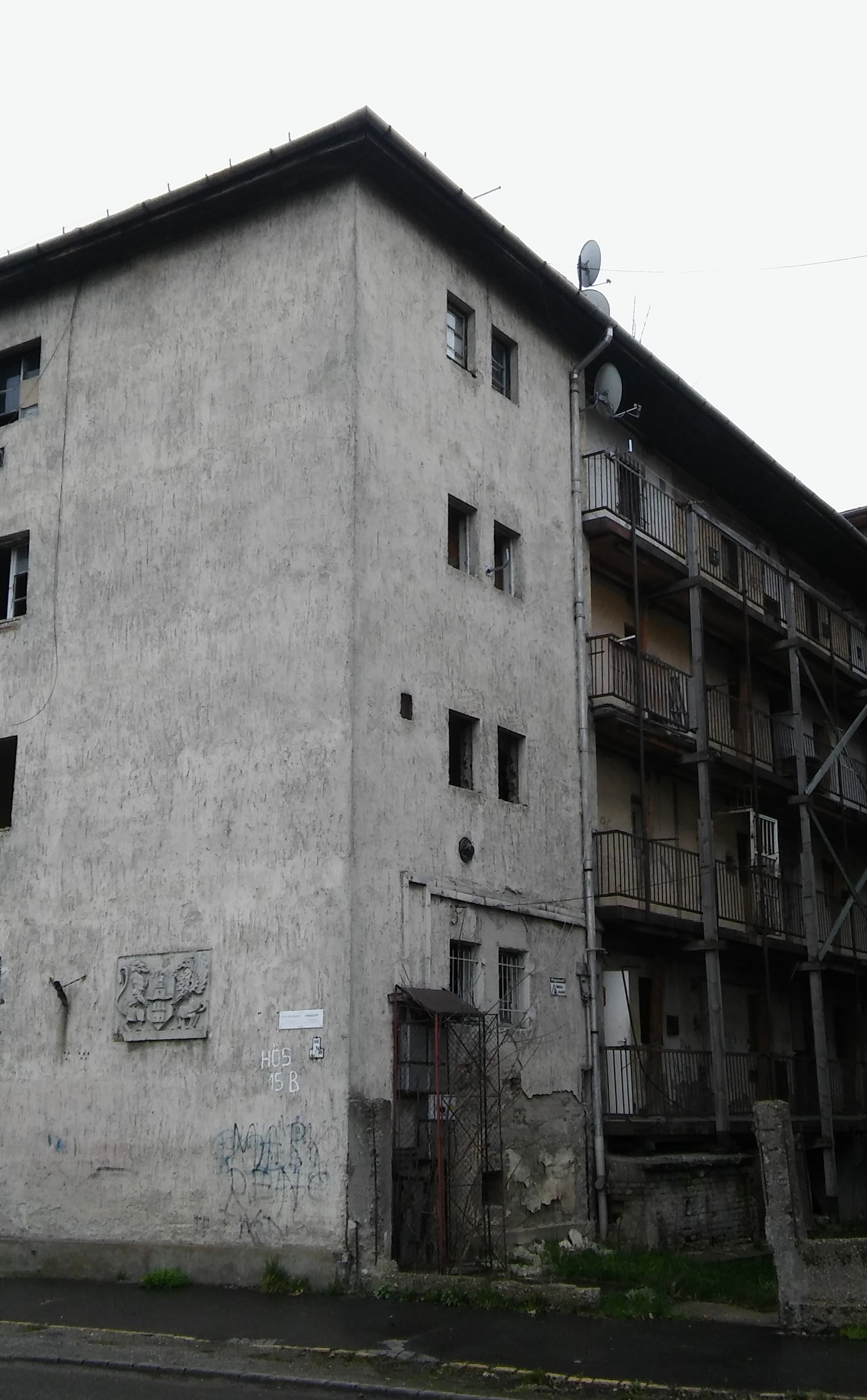
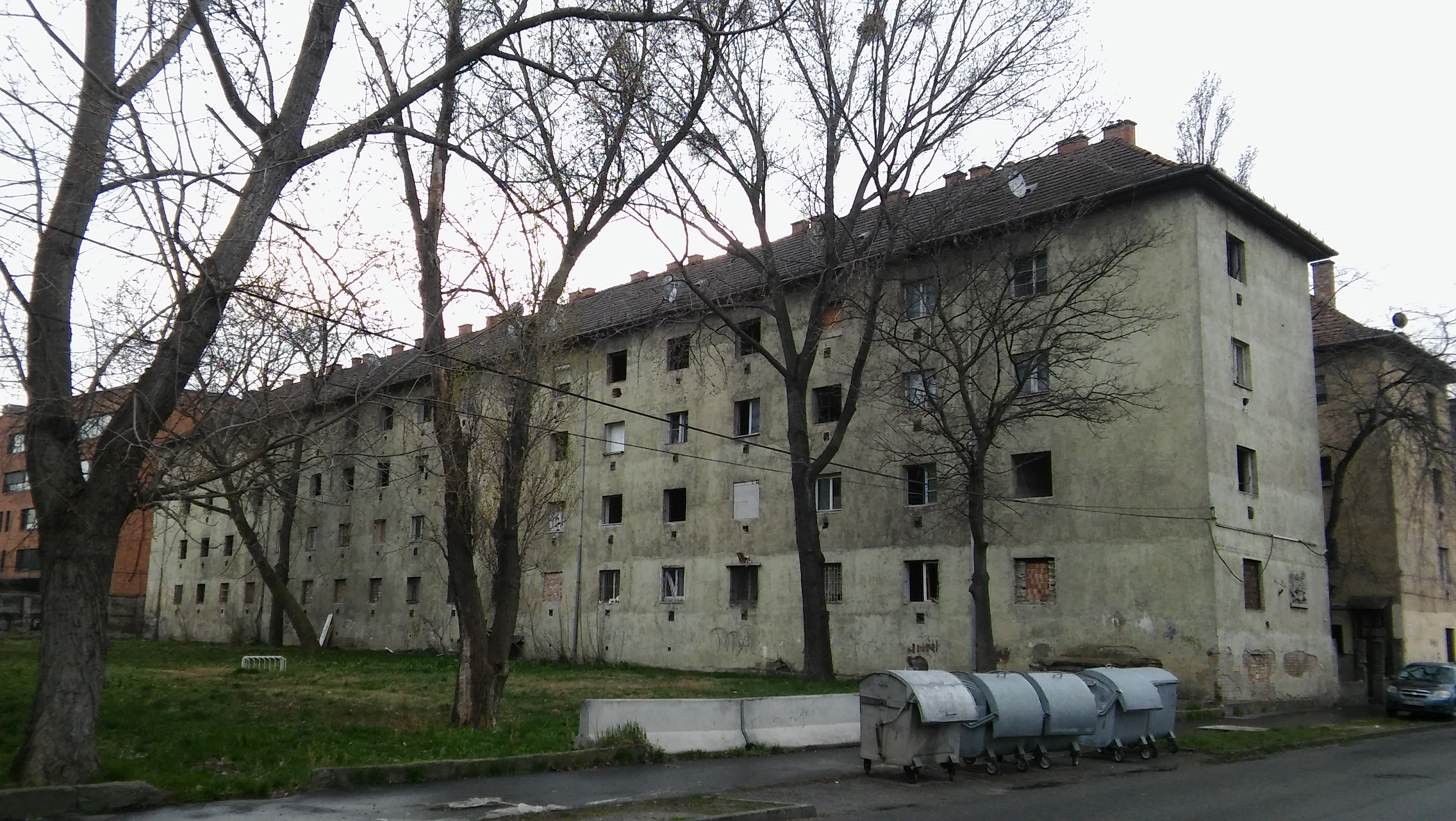
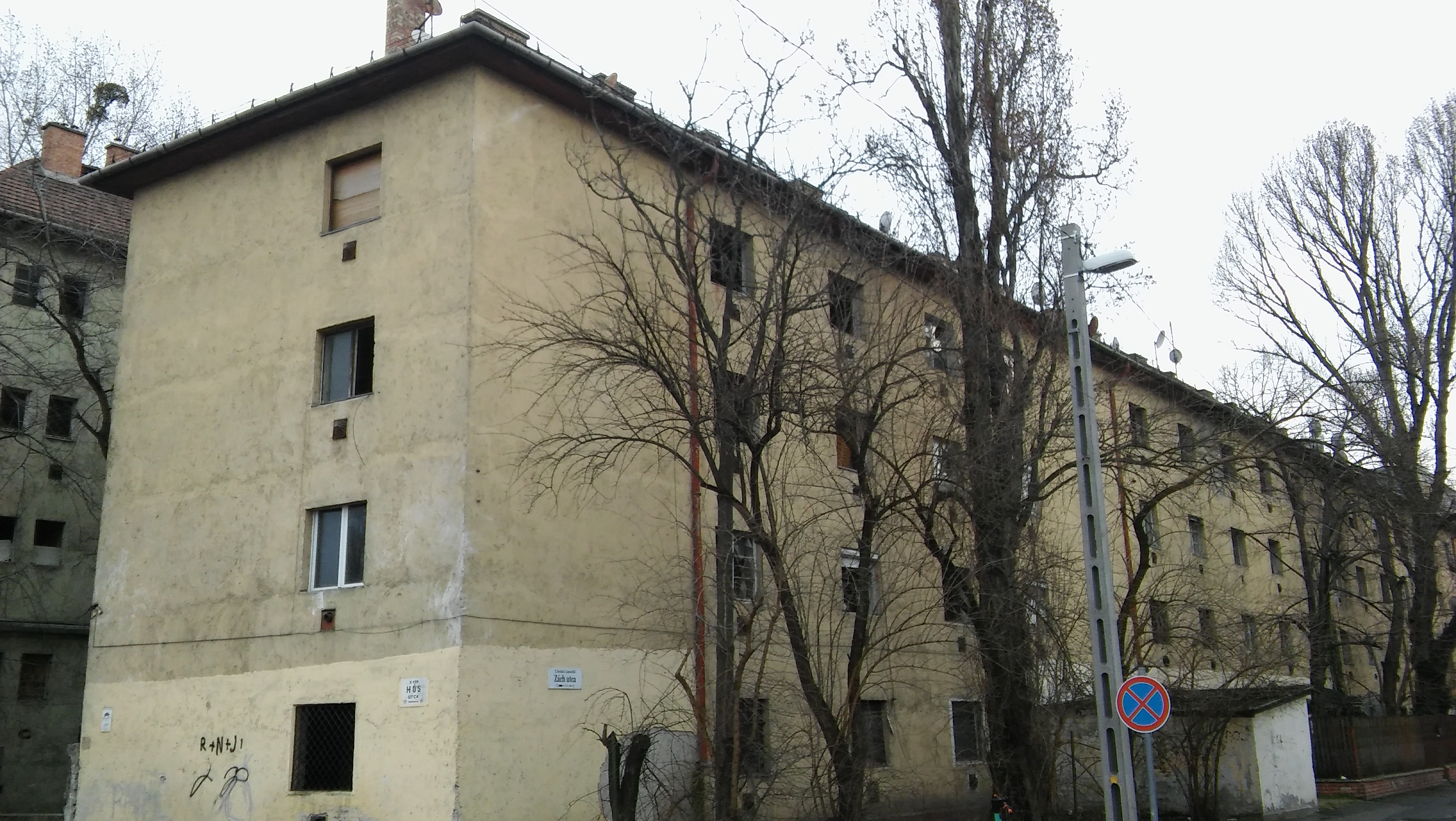
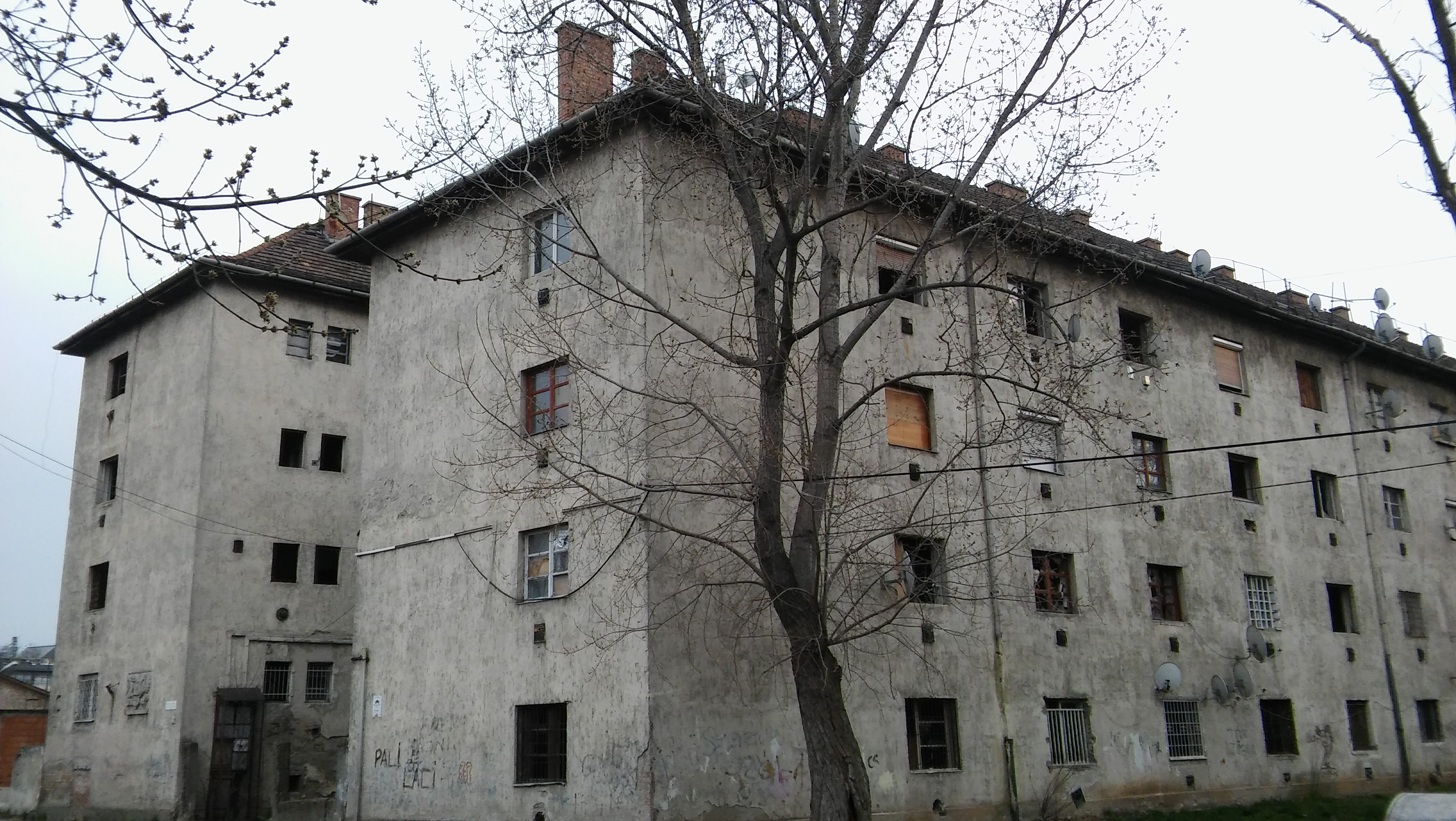

## Egyéb irodalom
- Péter Alvarez: Eltüntették a szégyenfoltot, de mi történt a Hős utca lakóival? (index.hu, 2024. jan. 17.)

## Videófelvétel
- Hős utca (youtube.com, 2012. okt. 4.)
- Hős utca: ahová a mentő is csak rendőri kísérettel mer kivonulni (youtube.com, 2016. jún. 4.)
- Visszamentünk a Hős utcába (youtube.com, 2019. júl. 4.)
- Lebontják a Hős utcai gettót: még egyszer utoljára visszamentünk megnézni, kik maradtak ott (youtube.com, 2023. aug. 21.)